# 種まき権兵衛の里
種まき権兵衛の里（たねまきごんべのさと）は三重県北牟婁郡紀北町にある日本庭園。種まき権兵衛（生年不詳 - 1737年）の生涯をもとにして伝わる俗謡・童話「ゴンベさん」をテーマに据え、「花と緑と水」に親しむ施設である。

## 概要
1989年、ふるさと創生事業により整備されることが決定し、1994年5月に開園した。
里内には日本庭園のほか、権兵衛の遺徳を偲ぶ「権兵衛屋敷」がある。
- 所在地：三重県北牟婁郡紀北町便ノ山768
- 開園時間：9:00-17:00
- 入園料：無料
- 休園日：月曜日・祝日・年末年始

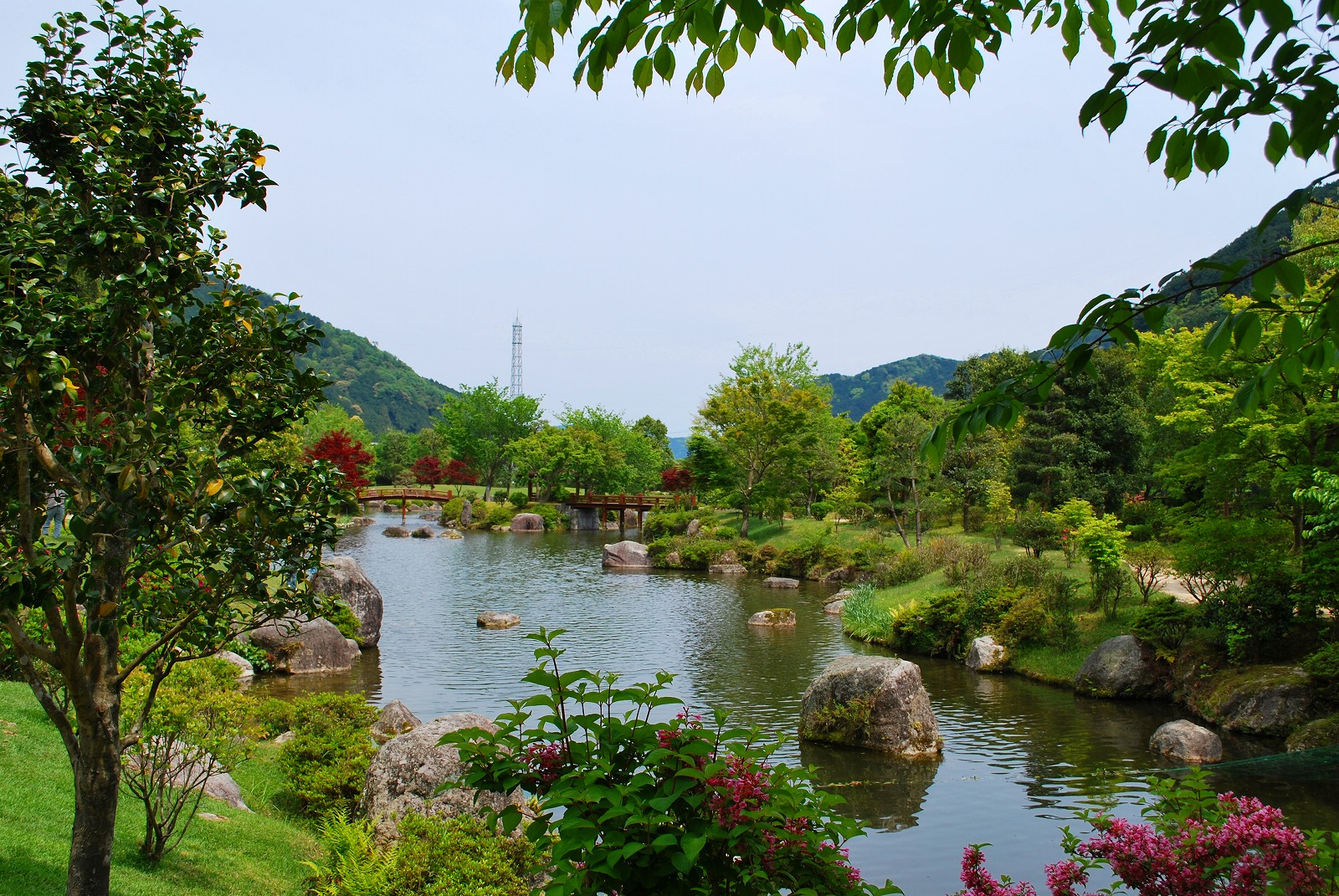
庭園
権兵衛の像

## 交通
- JR紀勢本線相賀駅から徒歩60分。タクシー15分。
- 三重県道760号南浦海山線沿い。

## 周辺
- 熊野古道 - 馬越峠
- 魚飛渓
- 銚子川
- キャンプinn海山